# Синан-пашина џамија у Качанику
Синан-пашина џамија у Качанику (алб. Xhamia e Sinan Pashës në Kaçanik) је споменик културне баштине Косова и Метохије који се налази у Качанику. Џамија је квадратне основе са полулоптастом куполом и витким минаретом.

## Историјат
Џамија Каџха Синана-паше у Качанику је изграђена 1594-5, а по хиџретској години изграђена је 1003. Још се од тада користи као џамија. Под заштитом је као културни споменик од 1966. године. Иначе, у овом истом периоду изграђено је још неколико важних објеката, као што је каљаја у центру града, јавна кухиња, школа у близини џамије, две гостионице, хамам и неколико воденица на реци Лепенац. Џамија Синан-паше у Качанику је по задњи пут малтерисана 1991-92 године. Након малтерисања, у џамији је професор уметности, Зубер Шеху, одрадио и неколико украса. Одрађене розете су обично округле. Између осталог, изнад михраба се налази и натпис на албанском језику. Михраб је поново офарбан. Изнад прозора се налази јоше један украс. Унутрашњи махфил је активан, док се спољашни махфил који је повезан са салом за молитве путем отвора, у јако лошем стању. Улаз у спољашњи махфил је могућ путем посебног степеништа, које се налазе на предворју џамије. Као материјал за изградњу коришћен је камен, дрво, кречни малтер, олово за покривање крова, итд. Тренутно стање џамије није најбоље. Посебно постоје проблеми код крова и махфила који се налази ван сале за молитве. И минарету је неизбежно потребна интервенција. На џамији су често вршене интервенције. Осим интервенција ресторативног карактера 1991-2 године, озбиљне интервенције су извршене 1974. године, од стране Покрајинског завода за заштиту културних споменика у Приштини. У то време је спроведена делимична интервенција на крову џамије где су замењени оштећени делови на доњем делу крова поред зида, под куполом.